# Синявская, Мария Степановна
Мария Степановна Синявская (в замужестве — Сахарова; 1762—1829) — русская актриса.

## Биография
Родилась в 1762 году (по другим данным в 1748 году).
В 1780—1801 годах играла в труппе Петровского театра в Москве (Театр Меддокса).
Считалась первой трагической актрисой Петровского театра и одной из выдающихся трагических актрис своего времени. Современники называли её «несравненной». По преданию, бывший при ней на выходах актёр Я. Е. Шушерин, страстно влюбленный в актрису, сделал карьеру, только чтобы стать её партнёром на сцене (Шушерин играл преимущественно роли любовников актрисы). После его отъезда роли «первых любовников» исполнял в основном Иван Лапин.
Лучшей ролью актрисы считалась Дидона в одноимённой трагедии Я. Княжнина, а также Эмилия Галотти («Эмилия Галотти» Г. Лессинга).
В 1801 году Синявская перешла вместе с мужем — актёром Н. Д. Сахаровым — на Петербургскую сцену и до 1807 года играла в трагедиях (Эльфрида в одноимённой пьесе Ф. Ю. Бертруха, Химена в «Сиде» Ж. Расина, Эйлалия в «Эйлалия и Мейнау» Циглера), затем перешла на роли благородных матерей.
Ушла со сцены в сезон 1810—1811 годов.
Ещё в московский период Мария Синявская занималась педагогической деятельностью, была педагогом женской труппы Н. П. Шереметева и режиссёром некоторых спектаклей его крепостного театра. Занималась с П. И. Жемчуговой.
Сёстры Марии Синявской — Ульяна (младшая) и Александра (старшая) — тоже были актрисами и играли в Петровском театре.
Умерла в 1829 году (по другим данным в 1827 году).